# Spongosorites indicus
Spongosorites indicus är en svampdjursart som beskrevs av Jörn Hentschel 1912. Spongosorites indicus ingår i släktet Spongosorites och familjen Halichondriidae. Inga underarter finns listade i Catalogue of Life.